# Білоч
Білоч, Білочі (рум. Beloci, рос. Белочи;) — село в Рибницькому районі Молдови (Придністров'є).
Згідно з переписом населення 2004 року у селі проживало 75,4% українців.